# 维泰洛陨石坑
维泰洛陨石坑（Vitello）是月球正面西南位于湿海南部边沿上的一座大撞击坑，约形成早雨海世，其名称取自中世纪波兰学者威特羅(Witelon，1220年-1280年)，1935年被国际天文学联合会批准接受。

## 描述

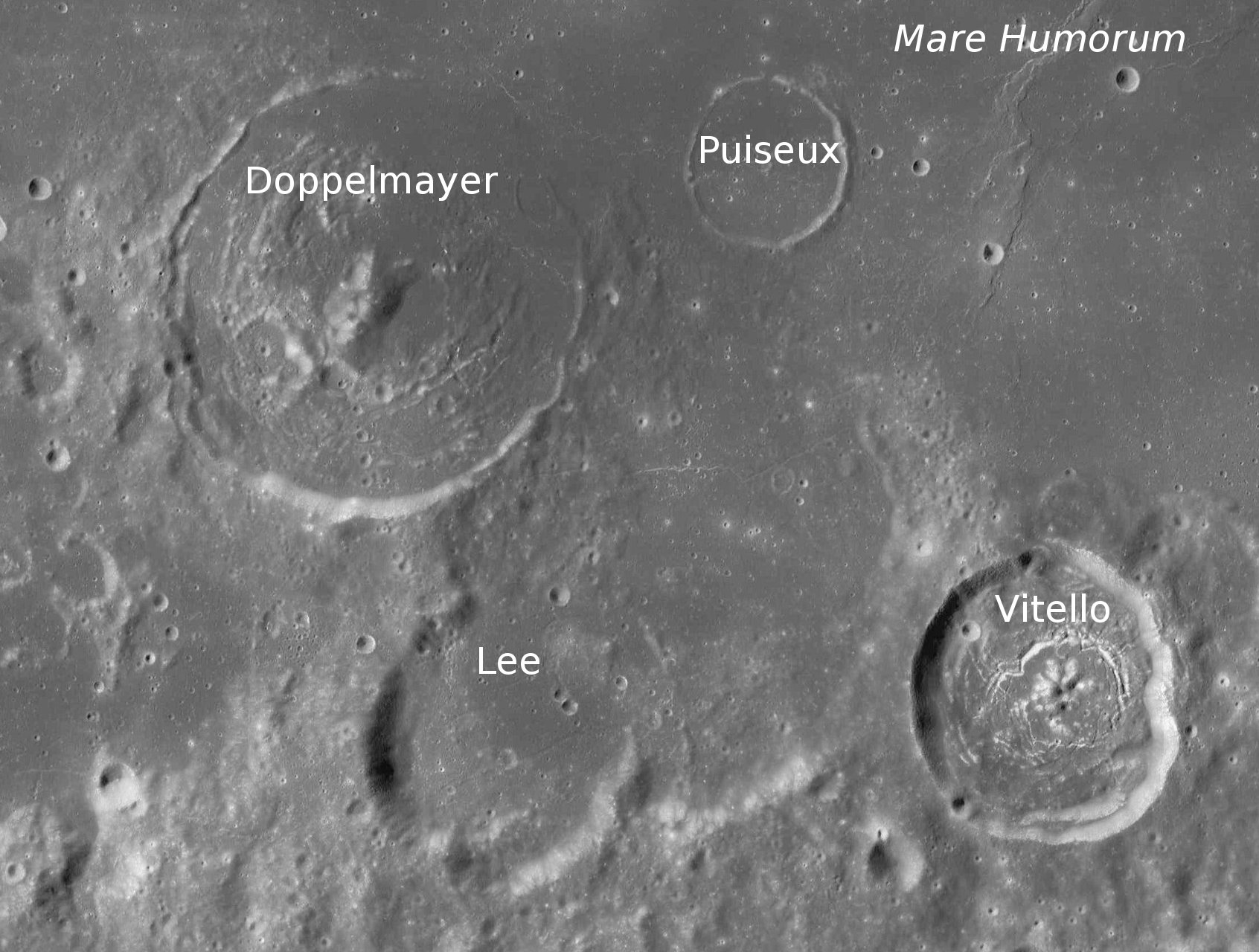
维泰洛陨石坑的周边，月球勘测轨道飞行器拍摄。

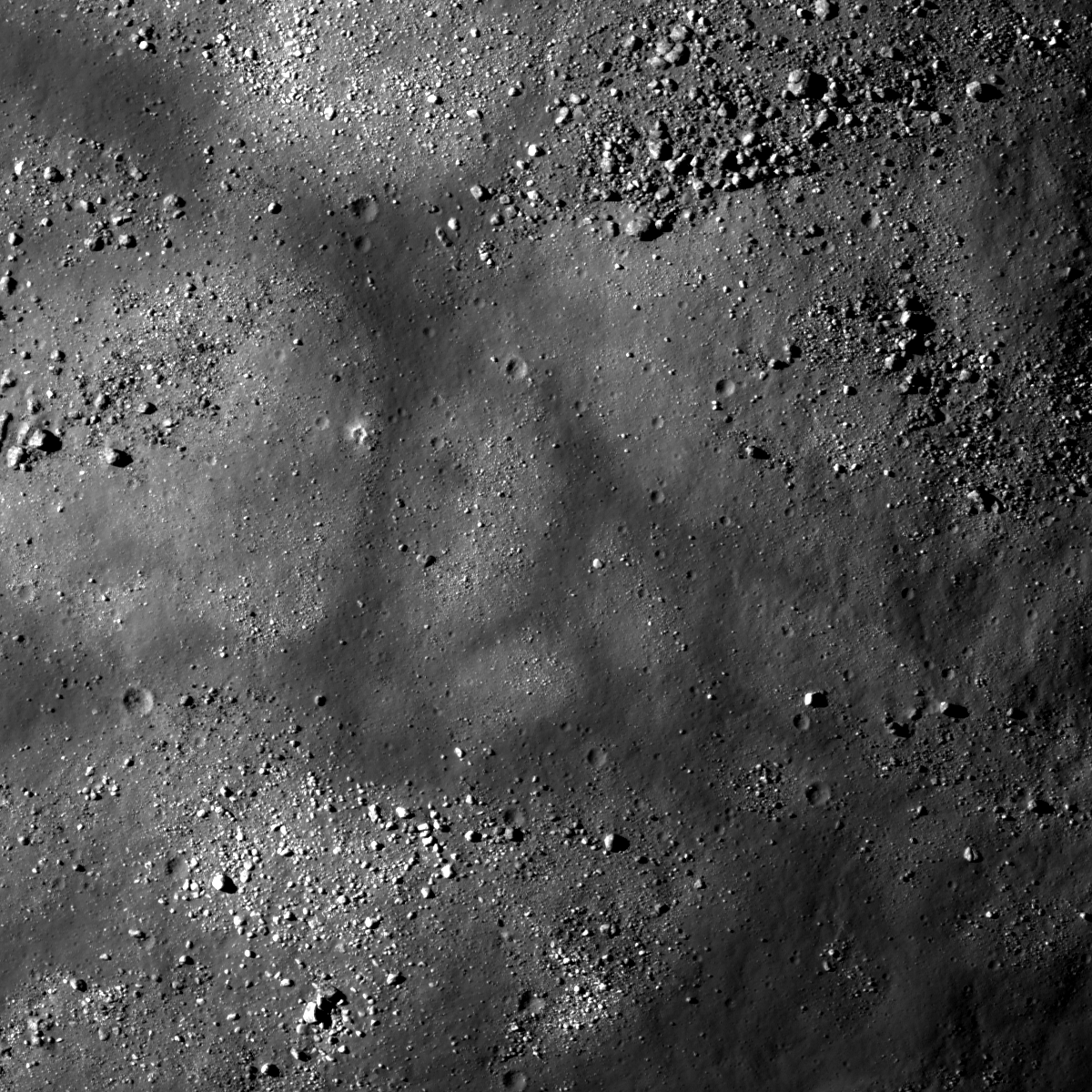
维泰洛陨石坑的中央峰区域，月球勘测轨道飞行器拍摄的50厘米/像素照片。

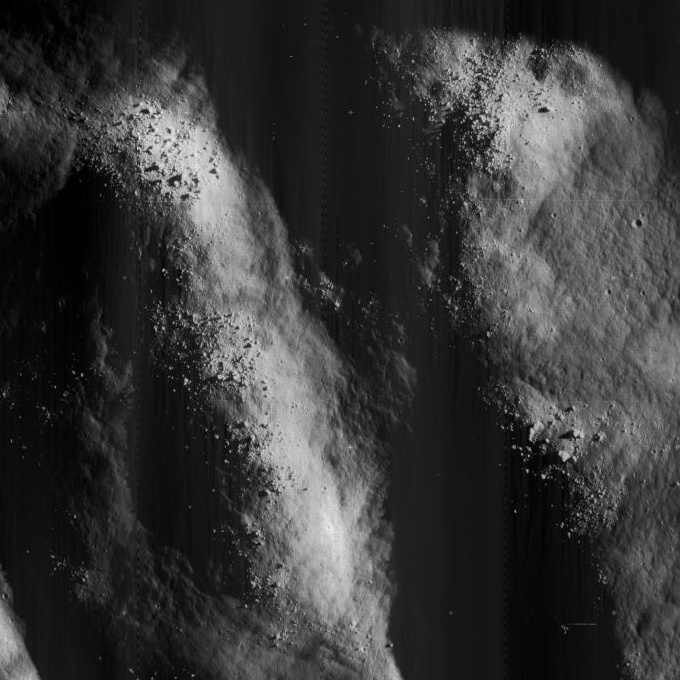
月球轨道器5号拍摄的中央峰西部区域特定，显示了分布在表面上的巨大岩石。

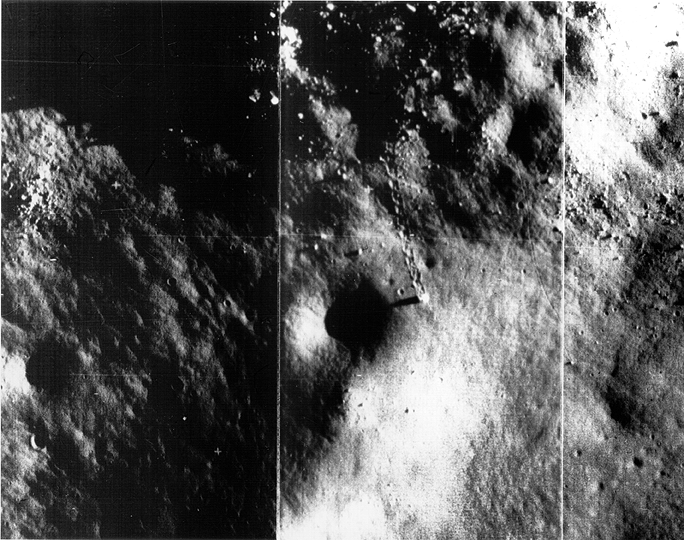
月球轨道器5号拍摄从中央峰滚落的巨岩

该陨坑的西侧紧靠被熔岩淹没的李陨石坑、西北毗邻多佩尔迈尔环形山和皮瑟陨石坑、敦桑陨石坑位于它的东侧、东南偏东坐落了拉姆斯登环形山及勒波特陨石坑、而它的西南则是克劳修斯陨石坑。此外，该陨石坑北临湿海、东接疫沼、西南坐落了秀丽湖，周边一些其它重要月表特征还包括位于西北的西帕路斯月溪、开尔文断崖和开尔文岬以及西南方纵横交织的拉姆斯登月溪。该陨坑中心月面坐标为30°25′S 37°33′W / 30.42°S 37.55°W，直径42.5公里，深度1.7公里。
维泰洛陨石坑保存完好，坑壁边沿尖峭、清晰，西侧边缘呈圆形状，而东侧因撞击侵蚀而有所变形。陨坑坑壁平均高出周边地形1050米，内部容积约1300公里3。坑底表面崎岖不平，中心处矗立着一群中央山丘，偏东带有一座更小的同心环坑，环中央丘群分布有一圈网状交织的月溪，一道低矮的山脊从西北壁延伸进月海，靠西北还有坐落了一座醒目的碗状小陨坑。
该陨坑曾一度被认为是一座火山臼而非撞击坑，在《岩石月球上》一书中，前美国地质调查局月球地质学家唐·爱德华·威廉斯描述：它"是一处已破碎、且被幽暗堆积物所覆盖和环绕的"萨里-肖特丘"红外热点。如果月球上真的存在火山臼的话，那就一定就是它"。然而，月球轨道器5号所拍摄的高分辨率坑内图像以及地质学家们注意到其破碎处盖满了能导致红外导常的巨砾，火山热能也无法逸出维泰洛陨石坑。威廉斯推断"...如果它是一座火山臼，其活动在很久以前就已停止了"。火山臼这一假说显然不能成立。

## 陨坑截面图
该图展示了陨石坑不同方向上的截面，纵向坐标轴(Y轴)单位为英尺，右上方图显示的比例尺为米。

## 卫星陨石坑
按惯例，最靠近维泰洛陨石坑的卫星坑将在月图上以字母标注在该坑的中心点旁。
| 维泰洛 | 纬度    | 经度    | 直径    |
| ------ | ------- | ------- | ------- |
| A      | 34.1° S | 41.9° W | 21 公里 |
| B      | 31.1° S | 35.4° W | 11 公里 |
| C      | 32.4° S | 42.5° W | 14 公里 |
| D      | 33.2° S | 41.0° W | 18 公里 |
| E      | 29.2° S | 35.8° W | 7 公里  |
| G      | 32.3° S | 37.6° W | 10 公里 |
| H      | 32.8° S | 43.0° W | 12 公里 |
| K      | 31.9° S | 37.6° W | 13 公里 |
| L      | 31.6° S | 35.3° W | 7 公里  |
| M      | 32.4° S | 36.0° W | 7 公里  |
| N      | 32.1° S | 36.1° W | 5 公里  |
| P      | 31.2° S | 38.4° W | 9 公里  |
| R      | 33.0° S | 37.0° W | 3 公里  |
| S      | 30.8° S | 35.2° W | 6 公里  |
| T      | 33.8° S | 39.6° W | 9 公里  |
| X      | 32.2° S | 40.6° W | 8 公里  |

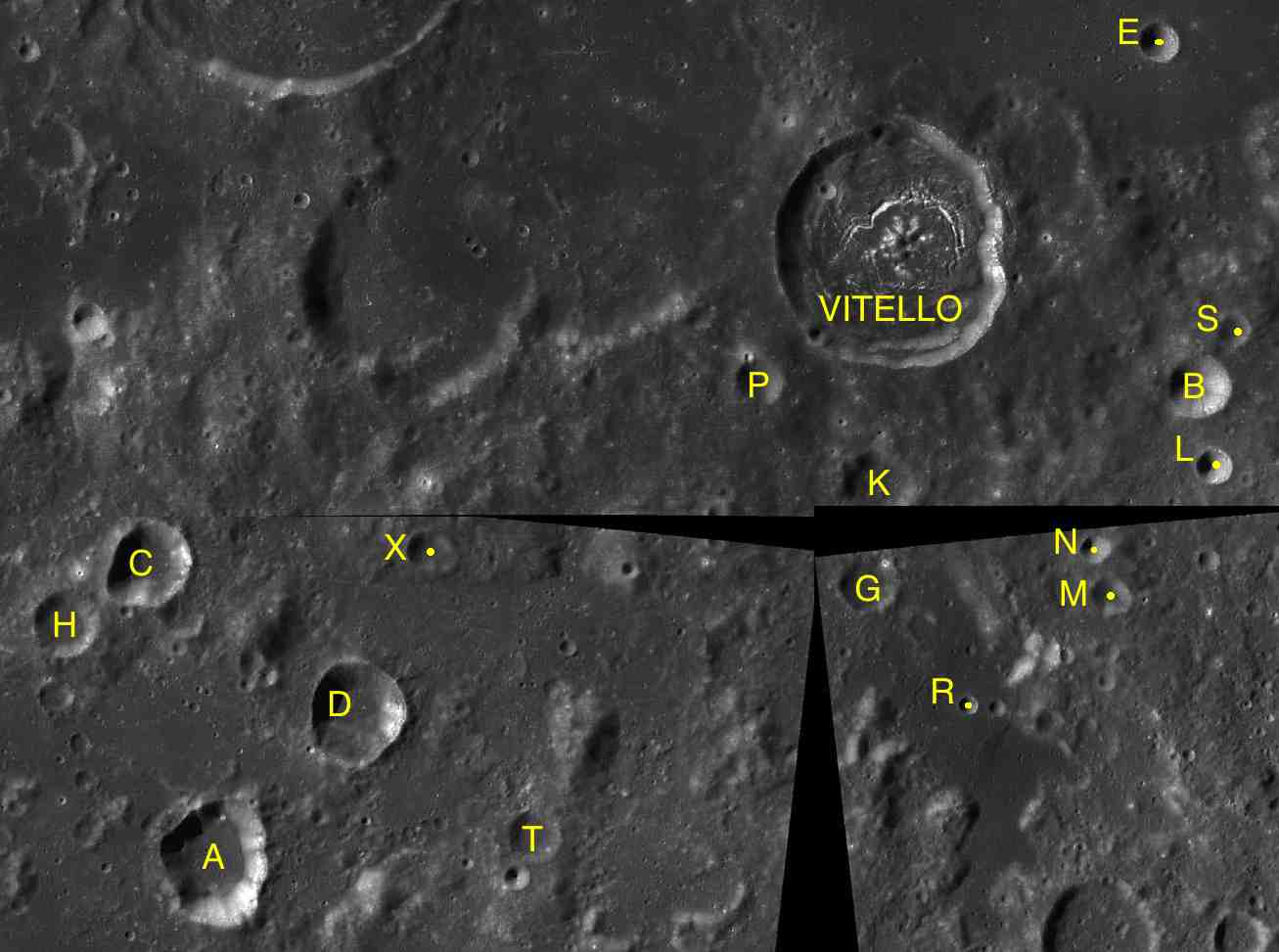
LAC-93、LAC-110和LAC-111拼接图.

- 卫星坑"维泰洛 A"和"维泰洛 D"被月球及行星观测者协会(ALPO)列入《内侧壁坡带有幽暗条纹的撞击坑列表》[8]。

## 另请参阅
- Andersson, L. E.; Whitaker, E. A. . NASA RP-1097. 1982.
- Blue, Jennifer. . USGS. July 25, 2007  [2007-08-05]. （原始内容存档于2019-12-13）.
- Bussey, B.; Spudis, P. . New York: Cambridge University Press. 2004. ISBN 978-0-521-81528-4.
- Cocks, Elijah E.; Cocks, Josiah C. . Tudor Publishers. 1995. ISBN 978-0-936389-27-1.
- McDowell, Jonathan. . Jonathan's Space Report. July 15, 2007  [2007-10-24]. （原始内容存档于2019-06-21）.
- Menzel, D. H.; Minnaert, M.; Levin, B.; Dollfus, A.; Bell, B. . Space Science Reviews. 1971, 12 (2): 136–186. Bibcode:1971SSRv...12..136M. doi:10.1007/BF00171763.
- Moore, Patrick. . Sterling Publishing Co. 2001. ISBN 978-0-304-35469-6.
- Price, Fred W. . Cambridge University Press. 1988. ISBN 978-0-521-33500-3.
- Rükl, Antonín. . Kalmbach Books. 1990. ISBN 978-0-913135-17-4.
- Webb, Rev. T. W.  6th revised. Dover. 1962. ISBN 978-0-486-20917-3.
- Whitaker, Ewen A. . Cambridge University Press. 1999. ISBN 978-0-521-62248-6.
- Wlasuk, Peter T. . Springer. 2000. ISBN 978-1-85233-193-1.